# نياح
النياح هو رفع الصوت عند البكاء على الميت، وهو يغلب على النساء أكثر من الرجال لضعفهن وقلة قدرتهن على التحمل. وهو حرام شرعاً في الإسلام لأنه يرافقه عادة أعمال مكروهة: كلطم الخد وشق الجيب فضلاً عن إلحاق الأذى بالميت وعباد الله. وهو مما تبرأ منه الرسول الكريم محمد  وبايع عليه النسوة في بيعته العقبة الثانية أن لا ينحن. وفي الحديث النبوي الشريف أن النائحة إذا لم تتب قبل موتها تقوم يوم القيامة وعليها قميصان: واحد يقرّح جلدها والآخر من القطران ( النفط الأسود الثقيل) كي يقوى شعلة النار عليها؛ فيكون عذاب النائحة بالنار بسبب هذين القميصين أشد عذاب.